# Severni medved
Severni, tudi beli ali polarni medved (znanstveno ime Ursus maritimus) je velik sesalec iz rodu zveri (Carnivora), družina medvedov (Ursidae). Gre za obpolarno vrsto, ki jo najdemo v in ob Arktičnem oceanu in je največja zver na svetu. Odrasli samci tehtajo od 400 do 600 kg in občasno presežejo 800 kg. Samice so pol manjše od samcev in običajno tehtajo med 200 in 300 kg. Odrasli samci merijo 2,1 do 3,4 m, samice pa od 1,9 do 2,1 metra. Mladiči ob rojstvu tehtajo med 600 in 700 g. V naravi povprečno živi okoli 30 let, medtem ko v ujetništvu lahko tudi 40. Svetovna populacija po ocenah obsega od 16.000 do 35.000 osebkov, od tega jih je 60 odstotkov v Kanadi.
Severnega medveda zlahka prepoznamo po belo obarvanem kožuhu. V nasprotju z drugimi arktičnimi sesalci ga poleti nikoli ne zamenja za kožuh temnejše barve. Dlaka dejansko ni obarvana belo, temveč je nepigmentirana in votla, tako kot beli lasje pri ljudeh. Splošno razširjena urbana legenda, ki pa ne drži, je, da imajo njihove dlake lastnosti optičnih vlaken.
Severni medvedi so dobro zavarovani pred mrazom, a se pregrejejo pri temperaturah nad 10 °C. Njihova izolacija je tako učinkovita, da skoraj ne oddajajo toplotnega sevanja. Zaznavno toploto oddajajo le njihova stopala.
Ti medvedi so najbolj mesojedi v svoji družini in se hranijo predvsem s tjulnji. Severni medvedi so odlični plavalci in jih pogosto lahko srečamo v odprtih vodah kilometre od obale. To je morda znak, da so se zaradi lova na plen začeli fiziognomsko prilagajati na vodno okolje. Zaradi svoje izjemne hitrosti, več kot zlahka prehitijo človeka, so tudi zelo učinkoviti plenilci na kopnem. Poleg tjulnjev lovijo tudi kite beluga, mrože in glodalce. Kot popolni mesojedec, ki se je razvil pred zvermi, ki se prehranjujejo z ribami, severni medved zaužije velike količine vitamina A, ki se uskladišči v njegovih jetrih. Dokazane so zastrupitve zaradi njihovega uživanja.
Severni medvedi naj bi bili ogroženi ne le zaradi lova, temveč tudi zaradi izgube habitata, ki jo povzroča globalno segrevanje. Na primer v Hudsonovem zalivu v severni Kanadi je pozimi z ledom pokrita površina čedalje manjša, kar medvedom preprečuje dostop do tjulnjev. Tesno povezanost med stopnjo njihovega preživetja in globalnimi temperaturami so dokazali s populacijskim dvigom v kohorti medvedov, ki so se rodili med prehodno ohladitvijo po izbruhu gore Pinatubo leta 1991. Vendar pa se je izkazalo, da je populacija severnih medvedov med letoma 1995 in 2005 narasla za neverjetnih 15 do 25 odstotkov. Po mnenju nekaterih to pomeni, da do zmanjšanja števila severnih medvedov ni prišlo zaradi spremembe podnebja, temveč le zaradi lova. 
Zanimiva lastnost kožuha je, da se zdi na fotografijah z ultravijolično svetlobo rjav. Mnogi so menili, da je temu tako, ker naj bi dlake usmerile svetlobo na črno kožo medveda, kar mu omogoča, da med hladnimi zimami brez sonca ohranijo svojo normalno temperaturo. Vendar so meritve pokazale, da dlake vijolične in ultravijolične žarke močno vpijajo. Zato se kožuh medveda pogosto zdi tudi rumen. Dokumentirali pa so tudi drugače obarvane medvede. V februarju 2004 sta postala dva severna medveda v Singapurskem živalskem vrtu zelena, do česar naj bi prišlo zaradi rasti alg v njunemu kožuhu. Po besedah predstavnika živalskega vrta je do tega prišlo zaradi vročega in vlažnega singapurskega podnebja. Medveda so očistili z raztopino vodikovega peroksida. Podobne alge so zrasle v kožuhu treh polarnih medvedov v živalskem vrtu San Diego poleti 1979. Odstranili so jih z raztopino soli.
Severni medvedi slovijo po svojih zabavnih in fotogenih vragolijah. Pogosto se na primer drsajo po trebuhu, tepejo drug z drugim in potiskajo drug drugega pod vodo. Samica si brlog običajno uredi na pobočju, tako da se njeni mladiči lahko po zadnjicah drsajo v dolino. To je bilo pogosto prikazano tudi v stripih in v devetdestih letih na primer tudi v oglasni kampanji Coca-Cole.
Severni medved doseže spolno zrelost med tretjim in petim letom. Njihovo parjenje poteka od konca marca do začetka junija. Brejost traja 7 do 8 mesecev. Samci so večinoma samotarski.